# Rémyne Desruelles
Pour les articles homonymes, voir Desruelles.
Rémyne Camille Marthe Desruelles, née à Paris le 16 août 1904 et morte le 24 septembre 1976 à Châlonvillars-Mandrevillars, est une peintre française.

## Biographie
Fille de Félix-Alexandre Desruelles, élève de Henri Le Sidaner, peintre essentiellement paysagiste, elle expose au Salon des artistes français à partir de 1926 et y obtient cette année-là une mention honorable. 
Elle épouse en 1929 le journaliste et député Gaston Louis Bonnaure puis un certain Jean-Charles Dreyfus en 1946.